# Tagobikul
Tagobikul – rzeka w Tadżykistanie, w dystrykcie Ajni w wilajecie sogdyjskim. Dopływ Jagnob. Głównym dopływem rzeki jest Szauchan.
Nad rzeką znajdują się niewielkie złoża cyny, eksploatowane w czasach sowieckich.